# Sjtuf

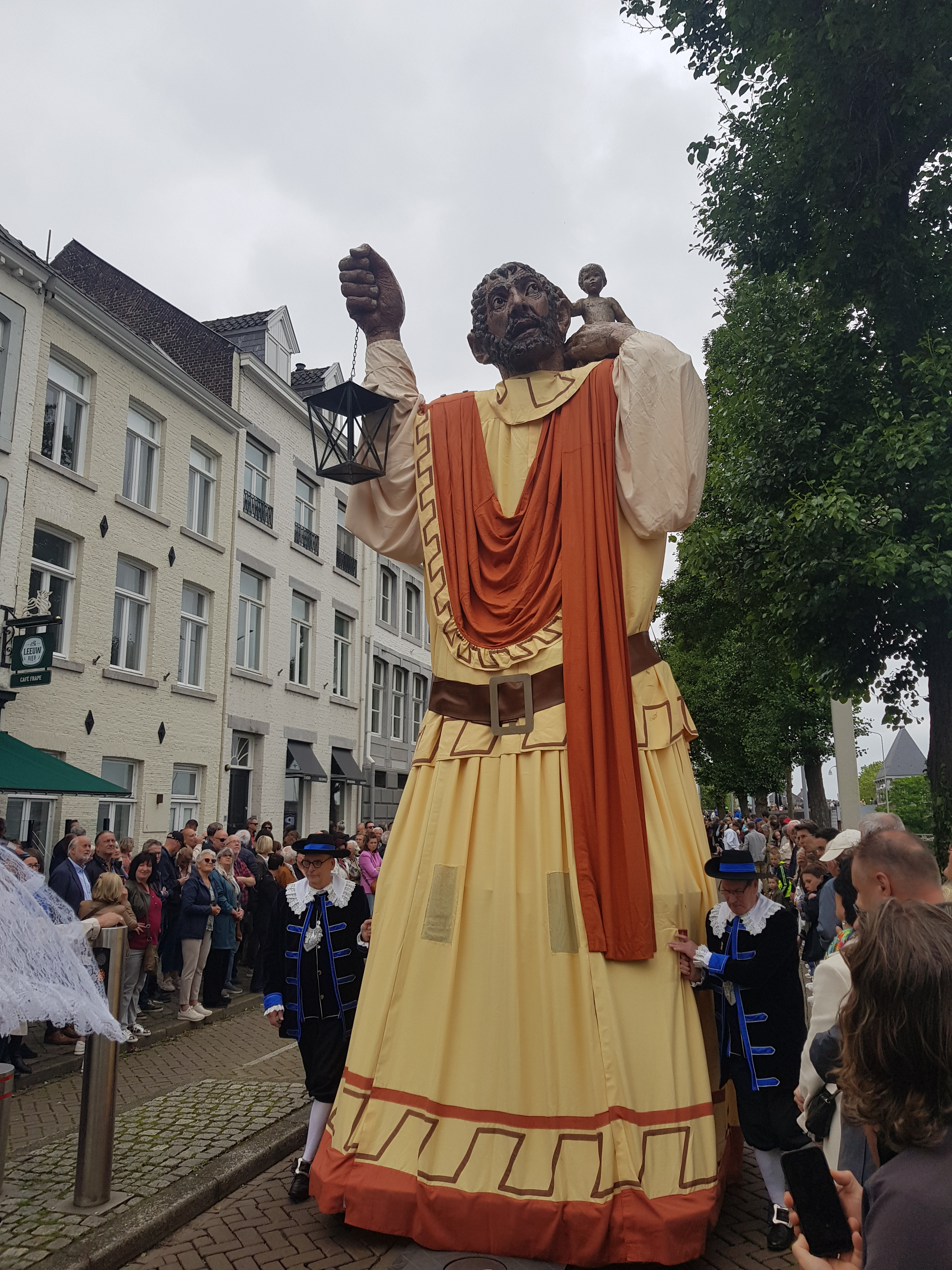
Reus Sjtuf tijdens de reuzenstoet van Maastricht in 2024

Sjtuf is de stadsreus van de Nederlandse stad Roermond. De reus wandelt mee met de Roermondse carnavalsoptocht en laat zich soms zien bij evenementen in de stad en reuzenstoeten in Roermond en in andere steden.
Sjtuf is dialect voor Sint-Christoffel, de beschermheilige van Roermond en de patroonheilige van reizigers. Volgens de legende droeg de heilige het Christuskind naar de overkant van de rivier.

## Geschiedenis
De oudste bewaarde vermelding van een stadsreus in Roermond stamt uit 1680. In de vermelding staat dat de kosten voor het herstel van de reus voor rekening komen van de magistraat. Een herstel zou er op duiden dat er reeds voor die tijd al een stadsreus zou moeten zijn geweest en dat de reus waarschijnlijk met de stadsbrand van 1665 verloren was gegaan of beschadigd was geraakt.
De reus werd vroeger meegevoerd met processies. Een keer per jaar werd er vanuit de Munsterkerk de kleine processie gehouden op de feestdag van Sint-Bernardus die een van de beschermheiligen was van de kerk. Deze processie vond tegelijk plaats met de jaarmarkt en de kermis in de stad. Met de processie voerde men twee metershoge reuzen mee: de heilige Christoffel en een draak die tijdens de optocht door de schutterij werd neergestoken, hetgeen symbool stond voor het verslaan van de duivel en de overwinning van het christendom.
In 1749 kreeg de stadsreus een processieverbod van de Roermondse bisschop Jan Anton de Robiano, waardoor de reuzentraditie in Roermond ten onderging. Na de Franse revolutie bleef het ten aanzien van de stadsreus bijna twee eeuwen stil.
In september 1982 werd het 750-jarig bestaan van de stad Roermond gevierd en werd er onder andere een historische stoet georganiseerd. De Roermondse journalist Paul Poell kwam met het idee om Sint-Christoffel als reus te laten meelopen in de optocht. Hij liet kunstenaar Dolf Wong Lun Hing een grote kop, armen en een Christuskind maken die vervolgens op een staketsel werd geplaatst en werd aangekleed met een groot gewaad. Ook richtte Poll ’t Remunjse Reuzegilde op die zorg draagt voor het onderhoud en de begeleiding van de reus bij optochten en reuzenstoeten.
Op zondag 9 september 2018 werd sinds 2006 voor het eerst weer een reuzenstoet georganiseerd in Roermond met het 35-jarig bestaan van het reuzengilde. In 2023 ging de reuzenstoet vanwege de coronapandemie niet door.

## Uiterlijk
Sjtuf heeft een hoogte van zes meter en stelt de heilige Christoffel voor. De heilige is gekleed in een geel gewaad met over zijn schouder een oranje doek. Op zijn linkerschouder draagt hij het Christuskind en in zijn rechterhand houdt hij een lantaarn omhoog om in het donker de weg te zoeken.
De pop bestaat voornamelijk uit kleren met het hoofd, de armen en het kind uitgevoerd in polyester.
De leden van het reuzengilde gaan gekleed in historische kostuums uit de 16e eeuw.